# Сельское поселение Большая Рязань
Сельское поселение Большая Рязань — муниципальное образование в Ставропольском районе Самарской области.
Административный центр — село Большая Рязань.

## История
Статус и границы сельского поселения установлены Законом Самарской области от 28 февраля 2005 года № 67-ГД «Об образовании сельских поселений в пределах муниципального района Ставропольский Самарской области, наделении их соответствующим статусом и установлении их границ».

## Население
| 2010  | 2012  | 2013  | 2014  | 2015  | 2016  |
| ----- | ----- | ----- | ----- | ----- | ----- |
| 1070  | ↗1089 | ↘1087 | ↗1136 | ↗1166 | ↗1199 |
| 2017  | 2018  | 2019  | 2020  | 2021  |       |
| ↗1209 | ↘1203 | ↘1190 | ↗1191 | ↗1290 |       |

## Состав сельского поселения
В состав сельского поселения Большая Рязань входят:
| № | Населённый пункт | Тип населённого пункта       | Население |
| - | ---------------- | ---------------------------- | --------- |
| 1 | Большая Рязань   | село, административный центр | 924       |
| 2 | Брусяны          | село                         | 117       |
| 3 | Малая Рязань     | село                         | 14        |
| 4 | Рязанский        | железнодорожный разъезд      | 0         |
| 5 | Услада           | станция                      | 15        |